# Anomala raui
Anomala raui är en skalbaggsart som beskrevs av Ohaus 1914. Anomala raui ingår i släktet Anomala och familjen Rutelidae. Inga underarter finns listade i Catalogue of Life.